# Monoblepharella taylorii
Monoblepharella taylorii är en svampart som först beskrevs av Frederick K. Sparrow, och fick sitt nu gällande namn av Frederick K. Sparrow 1940. Monoblepharella taylorii ingår i släktet Monoblepharella och familjen Gonapodyaceae.   Inga underarter finns listade i Catalogue of Life.